# Românii din Slovacia
Românii din Slovacia (în slovacă Rumuni na Slovensku) numără peste 7400 de persoane. În Slovacia funcționează Asociația Slovacilor Originari din România și Societatea culturală slovaco-română. În cadrul Universității Comenius din Bratislava există un lectorat de limba română. Majoritatea acestora locuiesc în zona capitalei Bratislava. 